# Allwinner Technology
Az Allwinner Technology egy kínai gyártókapacitás nélküli (fabless) félvezetőgyártó cég, amely kevert jelű egycsipes rendszereket tervez és teljes rendszermegoldásokat kínál. A cég székhelye a kínai Csuhaj (Zhuhai)-ban van, Kuangtung (Guangdong) (广东) – azaz Kanton – tartományban. A cég alkalmazottainak száma kb. 500 fő, ezek 80%-a mérnök.[forrás?] Van egy kereskedelmi és technikai támogató irodája a kínai Sencsen (Shenzhen)-ben (深圳 Shēnzhèn), és egy logisztikai központja Hongkongban.

## Termékei

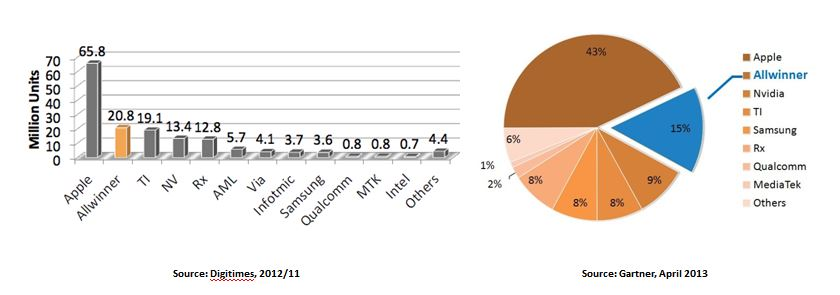
Az androidos tabletek többségébe Allwinner processzort szerelnek (az Apple processzorok nem az androidos piacra kerülnek)

A 2007-es alapítás óta az Allwinner több mint 15 processzort bocsátott ki, amelyeket főleg androidos okostelefonokban és tabletekben használnak fel, valamint szintén androidos set-top-boxokban, videokamerarendszerekben, autókba épített DVD- és médialejátszókban.
2012-ben az Allwinner vált a világ androidos tabletjeinek első számú processzor-beszállítójává.

### Cégtörténet
2007 – 2011

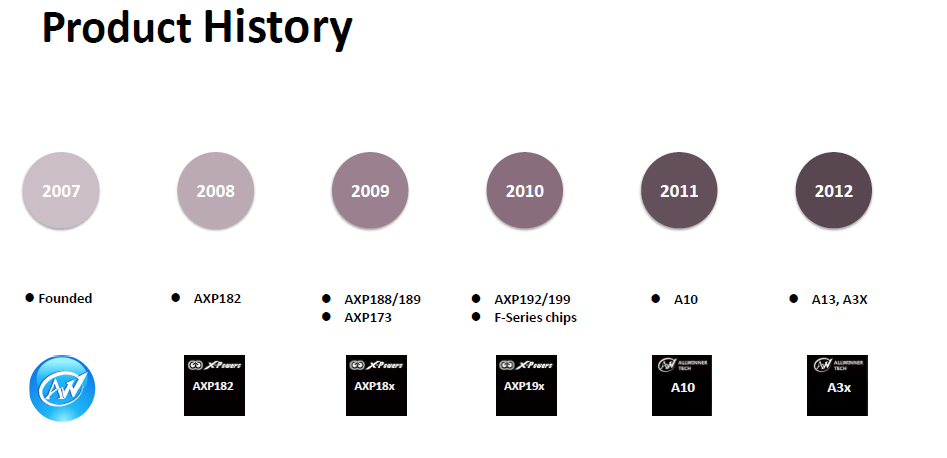
Az Allwinner termékei

2007-től 2011-ig az Allwinner megjelentette F jelű processzorsorozatát, amely az F10, F13, F18, F20, F1E200, F1C100, F20 modellekből áll. Ezek a processzorok az Allwinner saját fejlesztésű Melis 2.0 operációs rendszerét képesek futtatni, és gépkocsikba épített multimédiás rendszerekben, E-papíros olvasókban, vizuális kommunikációs rendszerekben használják azokat.
2011.7 – 2012.3
2011-ben a cég ARM processzor licencfelhasználóvá vált, és bejelentett egy sor ARM Cortex-A8 alapú, mobil eszközökbe szánt processzort, közöttük az A10, A13, A10s és A12 jelűeket. Ezeket számos mobil rendszerbe építik be, pl. PC-on-a-stick mikro-PC-kbe, tabletekbe vagy PC-s médiacenterekbe, ezen kívül több szabad hardver projektben is felhasználják, ennek példája a Cubieboard alaplap.
2012.12
2012 decemberében az Allwinner bejelentette két ARM Cortex-A7 MPCore magon alapuló termékét, a kétmagos Allwinner A20 és a négymagos Allwinner A31 egycsipes rendszereket. Ezek gyártása szeptemberben kezdődött és szállítását 2013 elején kezdték meg. A termék megjelent pl. az Onda V972 kínai androidos tabletben.
2013.3
2013 márciusában az Allwinner kibocsátotta a négymagos Phablet A31s processzort Ez a négymagos cortex-A7 CPU architektúrán alapul, lehetővé teszi a 3G, 2G, LTE, WIFI, BT, FM, GPS, AGPS és NFC technológiák használatát minimális számú külső komponens hozzáadásával.
2013.10

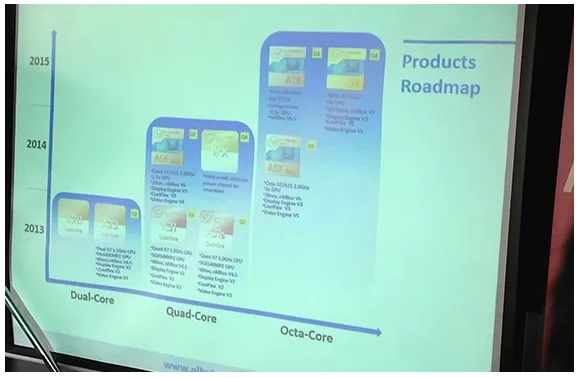
Az Allwinner fejlesztési tervei 2013 végén

2013 októberében az Allwinner kibocsátotta második kétmagos A23 processzorát, amely a tabletekben való hatékony felhasználást célozza.
Az A23 CPU órajelfrekvenciája elérheti az 1,5 GHz-et, fogyasztása igen alacsony, pl. egy A23 processzorral szerelt tablet fogyasztása zenelejátszás alatt (a képernyő fogyasztását leszámítva) akár 48 mA lehet, tesztadatokkal igazoltan.
Az A23 termék bejelentésével egyidőben az Allwinner bemutatta a tervezés alatt álló nyolcmagos A80 (Octa) típust is. Az Octa négy Cortex-A15 és négy Cortex-A7 típusú magot fog tartalmazni, megjelenése 2014-ben várható.

### Fejlesztések
2013. október 10-én az Allwinner bemutatta a 2014-2015 évekre szóló fejlesztési tervét, amelyben szerepel a nyolcmagos Octa processzor és a viselhető eszközök megjelenésének is nagy figyelmet szentelnek.

## A csipkészletek specifikációi
Az Allwinner SoC családja az A és F sorozatokra oszthatók; az A sorozat az Android operációs rendszert futtató eszközöket célozza, az F sorozat tagjait pedig a cég saját fejlesztésű Melis operációs rendszerét futató eszközökbe szánják.
Az A sorozat – az A10, A20 és A31 SoC-k – saját fejlesztésű és tulajdonú DSP koprocesszoros technológiát tartalmaznak, amely a videolejátszás, a kép- és hangdekódolás hardveres gyorsítását szolgálja, ennek neve CedarX. A technológia különválasztható videó és audió jelek feldolgozására, és képes 2160p 2D és 1080p 3D videó dekódolására. A CedarX technológia és könyvtárak legfőbb hátránya, hogy a CedarX programkönyvtárak az Allwinner tulajdonában vannak, a licenchasználati feltételek nem ismertek, ezért még ha valamelyik verzió forráskódja nyilvánosságra kerülne, ezek felhasználása erősen kétséges lenne a nyílt forrású rendszerekben. A másik hátrány, hogy nincs ismert illesztő kód a GNU/Linux rendszerekben egyetlen ismert multimédiás keretrendszerhez (pl. OpenMAX vagy VAAPI) sem.

### A sorozat
| SoC      | magok | CPU mag                 | GPU               | VPU    | videodekóder | videokódoló               | tokozás                           | alkalmazás                            | példák |
| -------- | ----- | ----------------------- | ----------------- | ------ | ------------ | ------------------------- | --------------------------------- | ------------------------------------- | --- |
| A10      | 1     | Cortex-A8               | Mali-400          | CedarX | 2160p        | H.264 1080p @ 30fps       | BGA441 19mm × 19mm 0.80mm Pitch   | Tablet, smart TV                      | Gooseberry, Cubieboard, MarsBoard |
| A10s     | 1     | Cortex-A8               | Mali-400          |        | 1080p        | H.264 1080p @ 30fps       | BGA336 14mm × 14mm 0.65mm Pitch   | HDMI Dongle                           | OLinuXino A10S |
| A12      | 1     | Cortex-A8               | Mali-400          |        | 1080p        | H.264 1080p @ 30fps       | BGA336 14mm × 14mm 0.65mm Pitch   |                                       | |
| A13      | 1     | Cortex-A8               | Mali-400          |        | 1080p        | H.264 1080p @ 30fps       | eLQFP176 20mm × 20mm              | Tablet, E-reader                      | OLinuXino A13 |
| A20      | 2     | Cortex-A7               | Mali-400MP2       | CedarX | 2160p        | H.264 1080p @ 30fps       | BGA441 19mm × 19mm 0.80mm Pitch   | Tablet, smart TV                      | Vivaldi Tablet Cubieboard2, OLinuXino A20,MSI Primo 73, ampe a65, Apical M7098, RF M722JH, Bmorn K80, 10moons X6, Cubietruck, MarsBoard |
| A23      | 2     | Cortex-A7               | Mali-400MP2       |        | 1080p        | H.264 1080p@60fps         | BGA280 14x14mm 0.80mm pitch       | Tablet                                | |
| A31      | 4     | Cortex-A7               | PowerVR SGX544MP2 | CedarX | 4K×2K        | H.264 1080p @ 60fps       | BGA609 18mm × 18mm, 0.65mm Pitch  | Tablet, Smartphone, smart TV          | Readboy G50,Foxconn InFocus, Mele A1000G，Onda V972, Ployer MOMO19HD, Bmorn K23, Ampe A10 Flagship, Epudo ES1006Q                       |
| A31s     | 4     | Cortex-A7               | PowerVR SGX544MP2 |        | 2160P        | H.264 1080p @ 30fps       | BGA460 18mm × 18mm, 0.80mm Pitch  | Phablet, Tablet, smartphone, smart TV | MSI Primo81,Teclast P88s mini, Ainol Novo 9 Firewire, Apical M7853, Ployer momo mini, Gajah MD7019, JWD m785,MELE AHD10A04              |
| A80 Octa | 8     | big.LITTLE Cortex-A15/7 | PowerVR G6230     |        | 4K×2K        | UHD H.264/VP8 4Kx2K@30fps | FCBGA 636 balls 0.65mm ball pitch | Tablet                                | Onda V989 A80T |

### F sorozat
| SoC    | CPU  | memória  | videodekóder | videokódoló         | tokozás  | OS        | alkalmazás                                         |
| ------ | ---- | -------- | ------------ | ------------------- | -------- | --------- | -------------------------------------------------- |
| F1C100 | ARM9 | SDR      | 720p         | N/A                 | LQFP128  | Melis 2.0 | Car MP5, Car Headrest, Visual Bombox, Visual Radio |
| F1E200 | ARM9 | DDR      | 1080p        | N/A                 | eLQFP128 | Melis 2.0 | E-ink olvasó, PMP                                  |
| F10    | ARM9 | DDR      | 1080p        | N/A                 | LQFP176  | Melis 2.0 | Multimedia Box, HD Player                          |
| F13    | ARM9 | DDR      | 1080p        | MPEG4 720p @ 30fps  | LQFP176  | Melis 2.0 | Car MP5                                            |
| F18    | ARM9 | DDR      | 1080p        | MPEG4 720p @ 30fps  | LQFP216  | Melis 2.0 | Visual Intercom System                             |
| F20    | ARM9 | DDR/DDR2 | 1080p        | H.264 1080p @ 30fps | BGA400   | Melis 2.0 | Car DVR, Multimedia Box, Mobile Karaoke            |

## Kapcsolatok

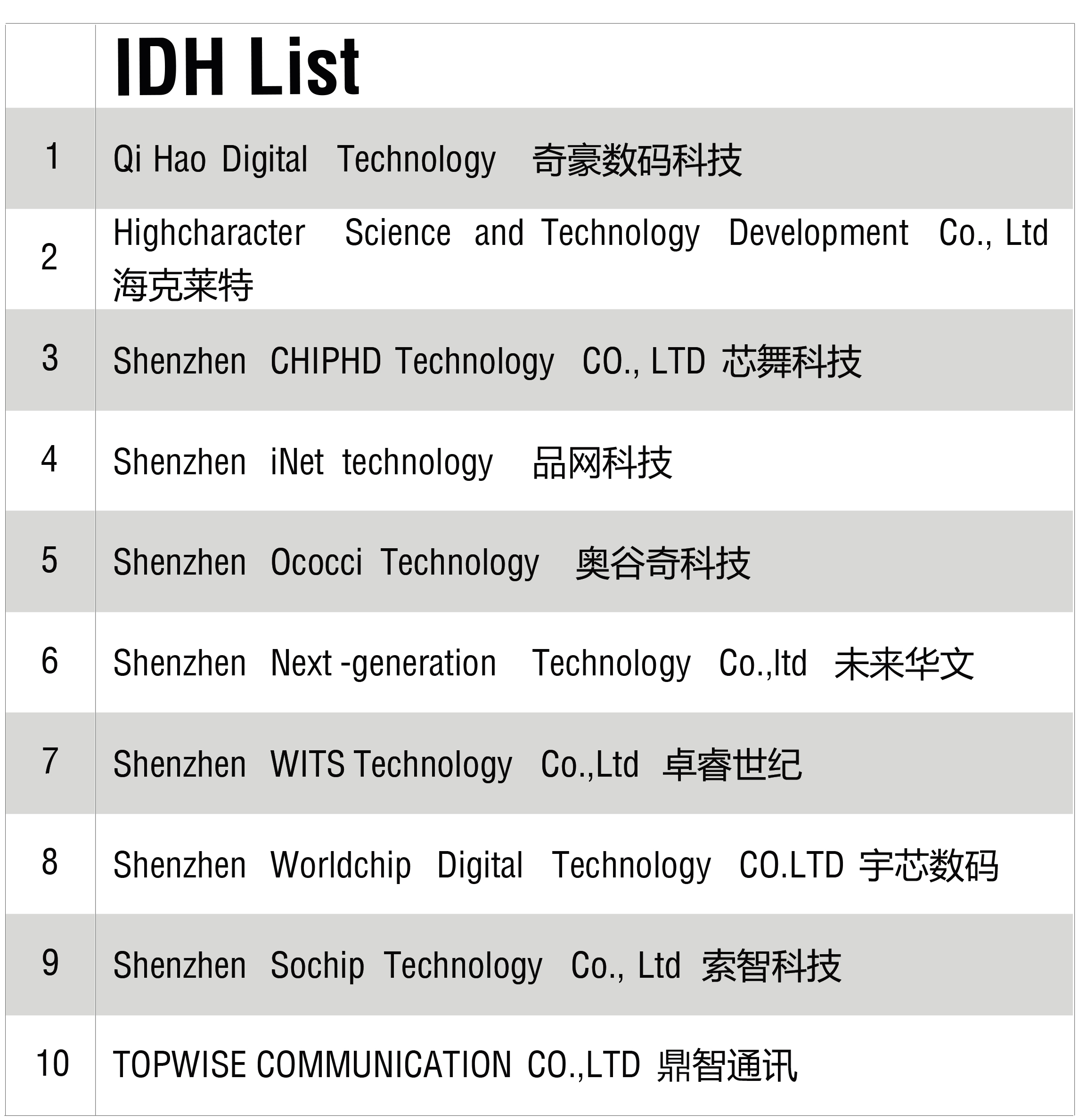
Allwinner IDH lista

Vezető csipgyártóként az Allwinner Technology számos, főleg sencseni székhelyű tervezőcéggel (International Design House, IDH) áll kapcsolatban, amelyek műszaki megoldásokat fejlesztenek a processzorokhoz. Ezek a következők: iNet Technology, Worldchip Digital Technology, Sochip Technology, Topwise Communication, ChipHD Technology, Highcharacter Science and Technology, WITS Technology, Ococci Technology, Next Huawen Technology, és Qi Hao Digital Technology.
A processzorok és SoC-k felhasználói között a következő cégek találhatók: MSI, ZTE, Skyworth, MeLE, Polaroid, Macromax, Archos, Texet, Onda, Ramos, Teclast, Ployer, Readboy, Noah, RF, Bmorn, Apical.

## Fordítás
Ez a szócikk részben vagy egészben  az   Allwinner Technology című angol Wikipédia-szócikk ezen változatának fordításán alapul.  Az eredeti cikk szerkesztőit annak laptörténete sorolja fel. Ez a jelzés csupán a megfogalmazás eredetét és a szerzői jogokat jelzi, nem szolgál a cikkben szereplő információk forrásmegjelöléseként.